# Pinnatella limbata
Espèce
Statut de conservation UICN

 CR B1+2c : 
En danger critique
Pinnatella limbata est une espèce de plantes de la famille des Neckeraceae.

## Publication originale
- Journal of Indian Botany 2: 184. 8. 1921.